# Helena Josefsson
Helena Marianne Josefsson, född 23 mars 1978 i Torslunda församling, Kalmar län, är en svensk sångerska.

## Bakgrund
Helena Josefsson har bott största delen av sitt liv i Malmö/Lund-området. Josefsson började med att sjunga i bandet Plastic Soul tillsammans med skolkamraten och musikern Johan Duncanson.
Josefsson startade sedan bandet Sandy Mouche tillsammans med sin make Martin. 
Helena Josefsson började att samarbeta med Per Gessle på hans album Mazarin, och Josefsson har sedan fortsatt att sjunga på hans samtliga projekt och turnéer, även med Gyllene Tider och Roxette.
  Hon har även varit körsångerska till artister som Andreas Johnson, The Ark, Sebastian Karlsson och Righteous Boy.
Den 28 februari 2007 släppte hon sitt första soloalbum Dynamo. Under 2011 gavs hennes andra soloalbum Kyss Mej ut, och samma år medverkade Josefsson i dokumentärfilmen Jag är min egen Dolly Parton som sig själv tillsammans med Nina Persson, Cecilia Nordlund, Lotta Wenglén samt Gudrún Hauksdóttir.
Josefsson sjöng också på flera av Arash Labafs låtar, bland annat Arash och Pure Love. 2012 sjöng hon ledmotivet till filmen Hamilton - I nationens intresse, "My Own Worst Enemy", tillsammans med Robert Pettersson (sångare i Takida). Tillsammans med trion Kontur släppte Helena Josefsson albumet Happiness 2015.

## Diskografi[10]
- 2007 – Dynamo
- 2011 – Kyss Mej
- 2019 – Beauty, Love, Anything

### Fotnoter
1. ↑  Sveriges befolkning
2000:
Josefsson, Helena Marianne
(1978-03-23)
Försäkringskassan, uttag avseende 20001231 (2014)
2. ↑  ”svd”. https://www.svd.se/jag-skriver-latar-nar-jag-cyklar. Läst 1 augusti 2021.
3. ↑  Harry Amster (12 februari 2006). ”Helena Josefsson tror på troll och Per Gessle”. Svenska dagbladet. http://www.svd.se/helena-josefsson-tror-pa-troll-och-per-gessle/om/kultur. Läst 1 januari 2016.
4. ↑  ”helena-har-stått-vid-gessles-sida-i-14-år”. https://www.hallandsposten.se/noje/musik/helena-har-statt-vid-gessles-sida-i-14-ar.bb7f453d-14c1-4bed-8fca-29b5ca64204d. Läst 23 februari 2025.
5. ↑  ”helena-josefsson-soker-sin-plats”. https://www.sydsvenskan.se/2007-02-22/helena-josefsson-soker-sin-plats. Läst 23 februari 2025.
6. ↑  ”jag-skriver-latar-nar-jag-cyklar”. https://www.svd.se/a/c411441e-39e2-31bc-84bf-abf3bf34fa9a/jag-skriver-latar-nar-jag-cyklar. Läst 23 februari 2025.
7. ↑  ”sverigesradio.”. https://www.sverigesradio.se/artikel/6282604. Läst 23 februari 2025.
8. ↑  ”helena-josefsson”. https://malmolive.se/biografi/helena-josefsson. Läst 23 februari 2025.
9. ↑  ”byter-pop-mot-jazz.”. https://www.hallandsposten.se/noje/musik/byter-pop-mot-jazz.d41a5ed1-6eab-4bac-898e-ea1d1190ed8c. Läst 23 februari 2025.
10. ↑  ”Recension: Helena Josefsson - Beauty love anything”. Göteborgsposten. https://www.gp.se/kultur/kultur/recension-helena-josefsson-beauty-love-anything-1.13990727. Läst 24 oktober 2019.